# Асуан (гувернорат)
Асуан је један од 27 гувернората Египта. Заузима површину од 34.608 km². Према попису становништва из 2006. у гувернорату је живело 1.184.432 становника. Главни град је Асуан.

## Становништво
| 2006.     | 2012. (процена) |
| --------- | --------------- |
| 1.184.432 | 1.323.000       |